# Dauren Kurugliev
Dauren Kurugliev est un lutteur russe puis grec né le 12 juillet 1992 à Derbent, au Daghestan. Spécialiste de la lutte libre, il a remporté une médaille de bronze chez les moins de 86 kg aux Jeux olympiques d'été de 2024, organisés à Paris.